# NGC 2913
NGC 2913  ist eine Spiralgalaxie vom Hubble-Typ Sc im Sternbild Löwe auf der Ekliptik. Sie ist schätzungsweise 130 Millionen Lichtjahre von der Milchstraße entfernt und hat einen Durchmesser von etwa 45.000 Lichtjahren.
Im selben Himmelsareal befinden sich u. a. die Galaxien NGC 2911, NGC 2914, NGC 2919, NGC 2939.
Das Objekt wurde am 10. März 1864 von Albert Marth entdeckt.